# Lycaste macrobulbon
Lycaste macrobulbon là một loài thực vật có hoa trong họ Lan. Loài này được (Hook.) Lindl. mô tả khoa học đầu tiên năm 1851.

## Hình ảnh

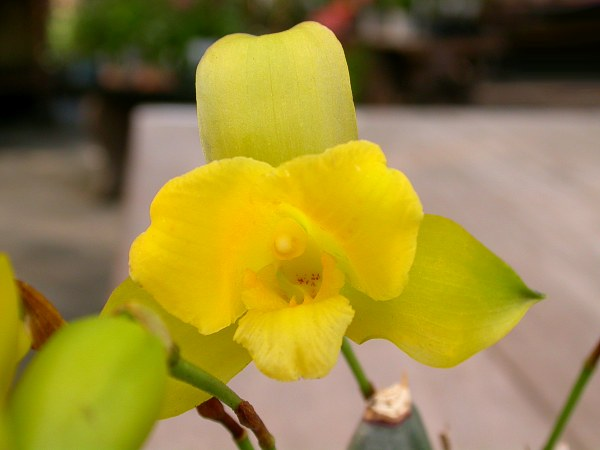
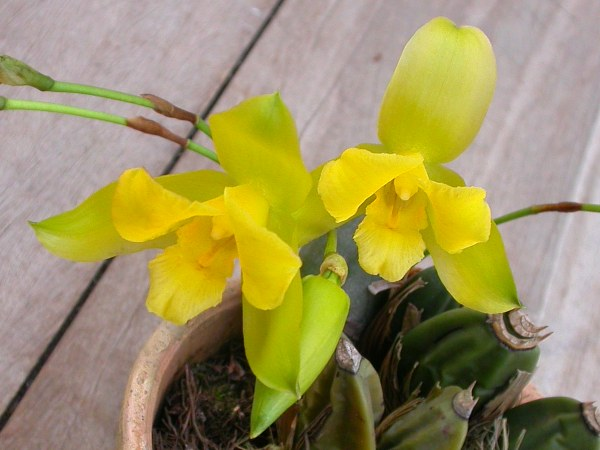
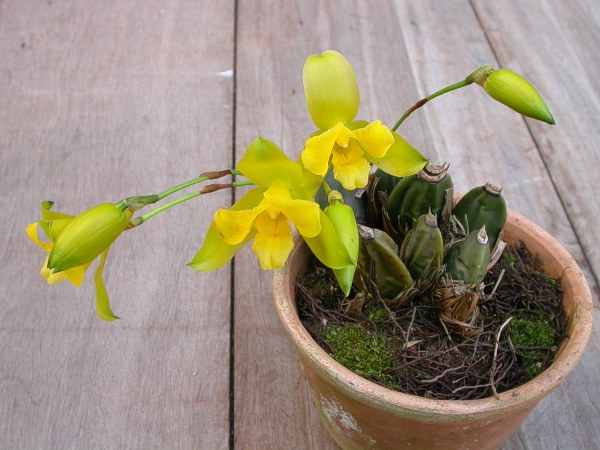
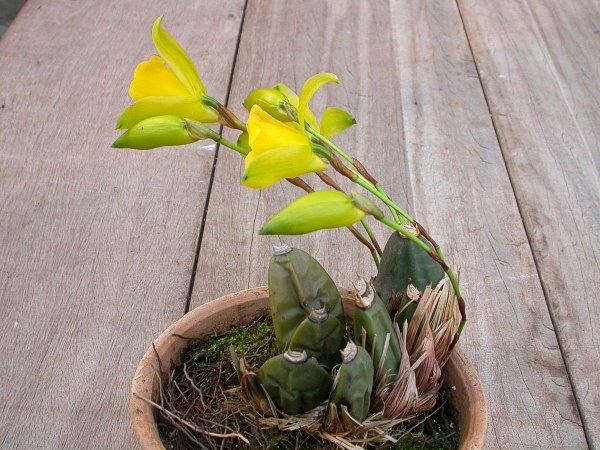